# Famille Manfrotto
Pour les articles homonymes, voir Manfrotto.
 (août 2024).
La famille Manfrotto est une famille patricienne de Venise.

## Historique
La famille Manfrotto exerce le négoce, quelques-uns sont avocats. La famille est agrégée à la noblesse en 1699.

## Armes
Les armes des Manfrotti sont de gueules à un senestrochère paré d'or mouvant d'un flanc la main de carnation tenant une masse d'armes de fer à tête ronde en pal.